# 海洋天堂
『海洋天堂』（かいようてんどう、原題：海洋天堂）は、2010年6月公開の中国・香港合作映画。監督・脚本は『北京ヴァイオリン』（2002年）の脚本でも知られるシュエ・シャオルー。主演はジェット・リーとウェン・ジャン。自閉症の青年と父親の深い絆が描かれ、エンドロール直前に「平凡にして偉大なるすべての父と母へ捧ぐ」と表記される。
アクション俳優のジェット・リーがアクションを封印し初めて挑んだ文芸作品で、末期癌を患い自分の死後の息子の行く末を案ずる父親役を好演し高く評価された。息子役のウェン・ジャンも難役を好演し2010年上海国際映画祭メディア賞部門主演男優賞を受賞した。ジェット・リーは脚本を読んだ感動からノーギャラで映画出演を決めた。
日本では文部科学省選定作品（少年、青年、成人、家庭向け）となった。

## ストーリー
美しく青い海に浮ぶ一艘の小舟に佇む中年男性が、傍らで無邪気に手を水面に浸して遊んでいる息子らしき青年を見つめている。やがて男性は自分の足と息子の足をロープで結び、息子に「行こうか」と呼びかけた。そして海の中へ2人は落ちてゆく。
47歳の水族館職員・ワン・シンチョン〈王心誠〉（ジェット・リー）は、自閉症と重度の知的障害を持つ21歳の息子・ターフー〈大福〉（ウェン・ジャン）を男手ひとつで育ててきた。彼の妻（カオ・ユアンユアン）はターフーがまだ幼い頃に海の事故で亡くなっていた。
シンチョンは自分が肝臓癌に侵され余命あと数か月というわずかな時間であることを知ってから、自分の死後のターフーの生活を切実に案じて思い悩んだ末、周囲に旅行と偽りターフーを連れて訪れた海で無理心中を試みたが、泳ぎの得意なターフーに助けられてしまった。ターフーは、昼間父と一緒に水族館で過ごしプールで泳ぐことが好きな青年だった。
命をとりとめ海から帰宅し考えを改めたシンチョンは、自分の死後にターフーが少しでも幸せに暮らせるよう預かってくれる施設探しに奔走し、残されたわずかな時間の中で、卵の茹で方、服の脱ぎ着、バスの乗り降りの仕方といった日常生活の術をひとつひとつ息子に真剣に教えてゆく。
そんな親子の姿を、以前からシンチョンに好意を持っていた隣人のチャイ〈柴〉（ジュー・ユアンユアン）が温かく見守っていた。シンチョンに薬を届けにきた医者からシンチョンが重病だと知らされたチャイは驚き、将来ターフーの面倒を自分がみると申し出るが、シンチョンはチャイを気遣い彼女と再婚しないことにしている。
かつてターフーが幼い頃に通っていた養護学校の元校長のリウ校長〈劉校長〉（イェン・ミンチュー）は、現校長からシンチョンのことを聞き、自身の紹介で民間養護施設にターフーが入居できるようにした。早速シンチョンはそこへターフーを預けるが、父と別れて不安になったターフーは職員が着替えを手伝うのを拒否するなど昂奮して情緒不安定になる。そのためシンチョンは自分もその施設に引っ越し、残りわずかな時間をターフーと一緒に過ごすことにする。
癌の痛みであせっていたシンチョンは、水族館の館長（ドン・ヨン）にターフーをずっと水族館に置いてもらえるよう頼むが、館長はあまりいい顔をしなかった。ターフーが水族館で清掃員として働いていけるようモップにかけ方を教え込むシンチョンだったが、なかなか覚えずうまくできないターフーに苛立ち、「もう泳がせないぞ」とつい声を荒げて叱りつけてしまい、涙ぐむターフーを見て言い過ぎた自分を後悔することもあった。
ターフーはある日プールで泳いでいる時、小さなボールを器用に操る見知らぬ女性をみかけたが、彼女は水族館の催しのためにやって来たサーカス団のピエロ役を演じるリンリン〈鈴鈴〉（グイ・ルンメイ）だった。ターフーは次第にリンリンと打ち解け、幼い頃に両親を亡くしたリンリンの身の上話などを聞かされる。リンリンは水族館の柱にある電話に自分の携帯から電話をかけてみせ、ターフーにその電話の取り方を教えた。
やがてサービス団の催しは終り、リンリンはターフーに別れも告げずに去っていた。リンリンがいなくなったことを知って急に元気がなくなったターフーは、ある日リンリンを探し求めて水族館を出て1人さまよい歩き、マクドナルドのピエロの人形の傍にいるところを無事発見された。
シンチョンは、自分がいなくなった後にターフーが淋しくないよう、お父さんは海亀になるんだよと教え、海亀を模して作ったクッションを背中に付けてターフーと一緒に泳いで見せたり、路地でターフーをおぶったりして愛する息子と過ごす残された時間を懸命に生きる。
シンチョンの遺骨を収めた骨壺を乗せた車が墓地に向い、ターフーやチャイ、リウ校長、水族館の館長が見守る中、納骨された。ターフーは涙を見せなかったが、父との別れを知ったかのように空に手をふる仕草をみせたり野の花を触ったりした。水族館の館長はターフーをこれまで通りに水族館に置くことを決める。
ターフーは、父のいなくなった部屋で1人着替えをし、父に教えてもらったことを思い出しながら、卵の茹で方やバスの降り方、水族館の清掃の仕事もなんとかできるようになった日々を過ごし、館の柱の電話の前で電話が鳴るのを待っている。ベルが鳴った受話器を取ったターフーは、ただ笑顔でそれを見つめた。そしてターフーは、「父さんは海亀になる」と言った父の言葉を思い出しながら、広い海の中で海亀の背中に乗って泳いでいく。

## キャスト
ワン・シンチョン（王心誠）：ジェット・リー（李連杰）
水族館の職員（電気技師）。14年前に妻が死んで以来、男手ひとつで息子ターフーを大切に育ててきた。
ワン・ターフー（王大福）：ウェン・ジャン（文章）
シンチョンの息子。自閉症と重度の知的障害があり、1人で生活することは困難である。泳ぎが得意で植物の世話を好む。
リンリン（鈴鈴）：グイ・ルンメイ（桂綸鎂）
水族館にやってきたサーカスの団員。ターフーは彼女にほのかな恋心を抱く。
チャイ（柴）：ジュー・ユアンユアン（朱媛媛）
ワン家の向かいで雑貨・食品店を営む女性。シンチョンに好意を抱いており、何かと世話を焼く。
ターフーの母/シンチョンの妻：カオ・ユアンユアン（高圓圓）
ターフーが7歳の時、海の事故で亡くなった。泳ぎが得意であったため、自殺だった可能性もあるとシンチョンは思っている。
水族館館長（唐さん）：ドン・ヨン（董勇）
シンチョンとターフーの父子を温かく見守っており、ターフーが水族館のプールで自由に泳ぐことを許している。
リウ校長（劉校長）：イェン・ミンチュー（嚴敏裘）
ターフーが幼少の頃世話になっていた養護学校の校長。ターフーの新しい生活の場を探しているシンチョンのことを伝え聞き、病をおして家にやって来て協力する。
タン所長（譚所長）：ヨン・メイ
ターフーが入所した養護施設の所長。
施設の教師：チェン・ルイ（陳瑞）
ターフーが入所した養護施設の職員。

## スタッフ
- 監督・脚本：シュエ・シャオルー（中国語版）（薛暁路）
- 製作：ビル・コン（中国語版）（江志強）
- 撮影：クリストファー・ドイル（杜可風）
- 美術：イー・チュンマン（奚仲文）
- 編集：ウィリアム・チャン（張叔平）、ヤン・ホンユー（楊紅雨）
- 音楽：久石譲
- 主題歌：ジェイ・チョウ（周杰倫）「説了再見」(Say Goodbye) 
  - 作詞：古小力、黄淩嘉。作曲：周杰倫。アルバム『跨时代』収録
  - ※EXILE ATSUSHIが2012年に「說了再見 〜Real Valentine〜」としてカバー（アルバム『Solo』中華圏限定特典CDに収録）。
- 挿入歌：グイ・ルンメイ「海洋天堂」
  - 作曲：久石譲

## DVD・Blu-ray Disc
日本では2012年4月11日にDVD・Blu-ray Disc（販売元：キングレコード）が発売された。ただし吹き替え版は収録されていない。